# Horisme fusconotata
Horisme fusconotata là một loài bướm đêm trong họ Geometridae.